# 蒼のピアニスト
『蒼のピアニスト』（あおのピアニスト、原題:다섯손가락、英題:Five Fingers）は、2012年にSBSで放映された韓国のテレビドラマである。

## 概要
『蒼のピアニスト』は、SBSで2012年8月18日から同年11月25日まで『紳士の品格』の後続ドラマとして放送された、大手楽器メーカーの会長一家をめぐる愛憎劇である。
主演のチュ・ジフンは、本作で5年ぶりにドラマ出演。『インス大妃』や『千秋太后』といった時代劇への出演が続いていたチェ・シラにとって、本作は6年ぶりの現代劇となる。ホン・ダミ役のT-ARA・ウンジョンが降板し、チン・セヨンが5話から同役で出演となった。
日本では、DATV(2013年1月27日放送開始)や衛星劇場(2013年7月21日放送開始)での放送時には「完全版 全30話」として放送され、地上波初放送のTBS(2013年7月24日放送開始)での放送時には編集により全25話として放送された。

## 登場人物
ユ・ジホ
演：チュ・ジフン／子供時代：カン・イソク
絶対音感をもつ天才ピアニスト、マンセの息子
ユ・イナ
演：チ・チャンウク／子供時代：キム・ジフン
ピアノの神童、ヨンランの実の息子
ホン・ダミ
演：チン・セヨン／子供時代：キム・ソンギョン
感性派ピアニスト
チェ・ヨンラン
演：チェ・シラ
元ピアニスト、ユ・マンセ会長の妻
ユ・マンセ
演：チョ・ミンギ
プソングループの会長
ミン・バノル
演：ナ・ムニ
マンセの母
ソン・ナムジュ
演：チョン・ミソン
ダミの母
ホン・ウジン
演：チョン・ウヌ
ダミの兄
ホン・スピョ
演：オ・デギュ
ダミの父
キム・ジョンウク
演：チョン・ノミン
ヨンランの昔の恋人
ナ・ゲファ
演：チャ・ファヨン
ヨンランの継母
チェ・スンジェ
演：チャン・ヒョンソン
弁護士
オ秘書（オ・ヒョンモ）
演：イ・スンヒョン
マンセの秘書
ハ・ユンモ
演 ：チョン・グクァン
ピアノの教授
ハ・ソユル
演：イ・ヘイン
ユンモの娘
イ・ドンヒ
演：ソン・イェジュ
ルイ・カン
演：チャン・ジュナ

## 放送日程
韓国
| 放送話 | 放送日    | サブタイトル                          | 放送話 | 放送日     | サブタイトル                                        |
| ------ | --------- | ------------------------------------- | ------ | ---------- | --------------------------------------------------- |
| 第1話  | 2012/8/18 | 라이벌(新しい家族)                    | 第15話 | 2012/10/6  | 14년 전 유언(名画ピアノの秘密)                      |
| 第2話  | 2012/8/19 | 거짓말(偽りの優勝)                    | 第16話 | 2012/10/7  | 비극적 운명(14年前の真実)                           |
| 第3話  | 2012/8/25 | 유언장(後継者選び)                    | 第17話 | 2012/10/13 | 죽음의 비밀(許されない愛)                           |
| 第4話  | 2012/8/26 | 새끼 손가락(重大な過ち)               | 第18話 | 2012/10/14 | 살인 누명(果たせない約束)                           |
| 第5話  | 2012/9/1  | 미운 우리 새끼(運命の再会)            | 第19話 | 2012/10/20 | “난 사람 새끼 아니야”(復讐の前奏曲)                 |
| 第6話  | 2012/9/2  | 위기가 곧 기회(不利な対決)            | 第20話 | 2012/10/21 | “제자리로 돌려놔야지”(宣戦布告)                     |
| 第7話  | 2012/9/8  | 누명(解けた誤解)                      | 第21話 | 2012/10/27 | 복수와 프러포즈(破滅への足音)                       |
| 第8話  | 2012/9/9  | 덫(無実の証明)                        | 第22話 | 2012/10/28 | “내가 죽였어”(目撃者の証言)                         |
| 第9話  | 2012/9/15 | 후계자(秘密を知り得る者)              | 第23話 | 2012/11/3  | 악어의 눈물(終わらないゲーム)                       |
| 第10話 | 2012/9/16 | 첫사랑(初恋の記憶)                    | 第24話 | 2012/11/4  | 마지막 증인(99％の確率)                             |
| 第11話 | 2012/9/22 | 선전포고(明かされた本心)              | 第25話 | 2012/11/10 | 출생의 비밀(愛する資格)                             |
| 第12話 | 2012/9/23 | 가장 잔인한 복수(初めてのキス)        | 第26話 | 2012/11/11 | 잔혹한 모성애(悲劇の正体)                           |
| 第13話 | 2012/9/29 | 모차르트와 살리에르(嫉妬から憎しみへ) | 第27話 | 2012/11/17 | 슬픈 이별(君を守れない)                             |
| 第14話 | 2012/9/29 | 피아노의 비밀(盗作の濡れ衣)           | 第28話 | 2012/11/18 | 제발 멈추게 해달란 말이야(戻せない歯車)             |
|        |           |                                       | 第29話 | 2012/11/24 | 눈이 기억하지 못하면 손이라도 기억하겠지…(和解の時) |
|        |           |                                       | 第30話 | 2012/11/25 | 엄마라고 불러줘서 고마워(母に捧げるピアノ)          |

## 派生作品
- オリジナルサウンドトラック[14]
  - チュ・ジフン plays 蒼のピアニスト メイキングDVD(2013年6月26日、ジェネオン・ユニバーサル・エンターテイメント / TBS)
  - 蒼のピアニスト オリジナルサウンドトラック(2013年6月26日、ジェネオン・ユニバーサル・エンターテイメント / TBS)

- 「蒼のピアニスト<完全版>」DVD SET[7][15]
  - DVD-SET1(2013年8月2日、NBCユニバーサル・エンターテイメントジャパン)
  - DVD-SET2(2013年8月28日、NBCユニバーサル・エンターテイメントジャパン)
  - DVD-SET3(2013年9月4日、NBCユニバーサル・エンターテイメントジャパン)